# Jim Barrows
James Michael „Jim“ Barrows, genannt Moose (* 25. April 1944 in Los Angeles, Kalifornien; † 28. Juni 2024), war ein US-amerikanischer Skirennläufer.

## Biografie
Barrows begann im Alter von fünf Jahren in dem nahe seinem Heimatort Steamboat Springs gelegenen Skiresort Howelsen Hill mit Skispringen. Sein Trainer Gordon Wren erkannte aber das alpine Talent des Jungen. 1958 erhielt er ein Stipendium der Rocky Mountain News Skiing Futurity. Damit verbunden war das erste Paar eigener neuer Ski. In den Folgejahren entwickelte sich Barrows zum erfolgreichsten Nachwuchsfahrer der Rocky Mountains und gewann zahlreiche Juniorenrennen.
1965 qualifizierte er sich für die US-amerikanische Skinationalmannschaft und nahm 1966 an den Skiweltmeisterschaften im chilenischen Portillo teil. Seinen größten internationalen Erfolg feierte er im März 1967, als er beim ersten in den USA ausgetragenen Weltcup-Rennen, einer Abfahrt in Franconia, Dritter wurde. Im Jahr darauf war Barrows bei den Winterspielen in Grenoble Mitglied des US-amerikanischen Olympiateams. Im olympischen Abfahrtslauf stürzte er jedoch so schwer, dass er die Saison vorzeitig beenden musste. Nach seiner Genesung wurde er 1969 noch einmal Nordamerikanischer Meister in der Abfahrt. Eine weitere Verletzung veranlasste ihn 1970 zum Rücktritt aus der Nationalmannschaft.
Barrows konzentrierte sich in der Folge auf seinen Abschluss an der University of Denver und schloss sich 1971 erfolgreich der professionellen Skirennserie Pro Tour an. Nach dem Ende seiner aktiven Laufbahn trainierte er zwischenzeitlich die US-amerikanische Juniorennationalmannschaft und das Abfahrtsteam. Seither kümmerte er sich um die Sammlung von Fördergeldern für die Ausbildung von Nachwuchsskifahrern.